# The Rentals

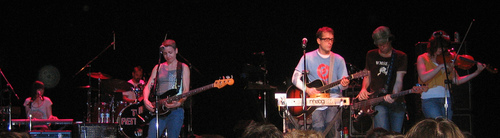
The Rentals

The Rentals ist eine amerikanische Alternative-Rock-Band, die seit 1995 besteht.

## Bandgeschichte
Die Gruppe wurde von Matt Sharp, Bassist der Rockband Weezer, sowie Patrick Wilson (Schlagzeug), ebenfalls von Weezer, Rod Cervera (Gitarre), Tom Grimley (Keyboards), Petra Haden (Violine, Gesang) und Cherielynn Westrich (Gesang) gegründet. Ihr Debütalbum Return of the Rentals wurde 1995 bei Warner Bros. veröffentlicht. Die aus dem Album ausgekoppelte Single Friends of P. erreichte Platz 7 der Modern Rock Tracks. Im Frühjahr 1996 tourte die Gruppe als Vorband von Blur und weiteren Künstlern durch die USA und Europa.
Nach einigen Veränderungen in der Bandbesetzung, u. a. mit Jim Richards (Keyboards) und Kevin March (Schlagzeug), erschien 1999 das zweite Album Seven Moore Minutes. Auf ihm ist der Song My Head Is in the Sun, das von Sharp und Rivers Cuomo geschrieben wurde, enthalten sowie Cameos von Damon Albarn und Donna Mathews von Elastica. Nach einer Japantournee im Anschluss der Veröffentlichung wendeten sich die Bandmitglieder Soloprojekten zu.
Im Jahr 2005 kehrten die Rentals schließlich zurück und tourten in neuer Besetzung, darunter auch mit Ben Pringle von Nerf Herder an den Synthesizern und mit Rachel Haden. Im August 2007 erschien dann die EP The Last Little Life EP auf dem Label Boompa, Ende 2008 die Download-Single Colorado. 2009 erschienen insgesamt drei EPs der Band, darunter mit Joey Santiago von den Pixies.
2014 erschien das dritte Rentals-Album Lost in Alphaville. Erstmals waren sie damit auch in den offiziellen US-Albumcharts vertreten. Im Sommer 2015 folgte eine Tour in neuer Besetzung durch die USA. Anfang Oktober 2017 veröffentlichten The Rentals die Single Elon Musk Is Making Me Sad, die dem Internetunternehmer Elon Musk gewidmet ist und aus einer Zusammenarbeit von Sharp, Nick Zinner von den Yeah Yeah Yeahs und The Gentle Assassins entstand. Zudem wurde ein neues Album angekündigt. Nach der 2019 veröffentlichten Single Spaceships folgte Ende 2020 schließlich das Doppelalbum Q36, das vierte Album der Gruppe.

## Diskografie

### Alben
- Return of the Rentals (1995)
- Seven More Minutes (1999)
- Lost in Alphaville (2014)
- Q36 (2020)

### EPs
- The Last Little Life EP (2007)
- Songs About Time: Chapter One: The Story of a Thousand Seasons Past (2009)
- Songs About Time: Chapter Two: It’s Time to Come Home (2009)
- Songs About Time: Chapter Three: The Future (2009)

### Singles
- Friends of P. (1995)
- Waiting (1996)
- Sweetness and Tenderness (2007)
- Colorado (2008)
- Thought of Sound (2014)
- 1000 Seasons (2014)
- Elon Musk Is Making Me Sad (2017)
- Spaceships (2019)